# Rolf Haase
Rolf Haase (* 10. August 1918 in Berlin; † 9. Juli 1997 in Aachen) war ein deutscher Physikochemiker sowie Hochschullehrer.

## Leben
Der gebürtige Berliner Rolf Haase widmete sich nach dem abgelegten Abitur von 1937 bis 1940 dem Studium der Chemie an den Universitäten Göttingen, Leipzig und zuletzt Hamburg, wo er 1941 sein Diplom erhielt. Nach Wehrdienst und Teilnahme am Zweiten Weltkrieg 1941 bis 1944, war er Assistent bei Karl-Friedrich Bonhoeffer in Leipzig. Im Rahmen der Operation Paperclip wurde er im Mai 1945 nach Weilburg zwangsevakuiert. Ab 1946 setzte er sein Studium als Assistent bei Wilhelm Jost an der Philipps-Universität Marburg fort, wo er 1948 bei  zum Dr. phil. promovierte. 1951 habilitierte er in Theoretischer Physikalischer Chemie und war dort zunächst Privatdozent. 1953 wurde er an die Rheinisch-Westfälische Technische Hochschule Aachen umhabilitiert, dort erfolgte 1957 seine Ernennung zum außerplanmäßigen Professor, 1964 zum außerordentlichen Professor, 1968 zum ordentlichen Professor, 1986 wurde er emeritiert. Rolf Haase, der 1948 die Diplom-Chemikerin Lieselotte geborene Moss ehelichte, verstarb 1997 einen Monat vor Vollendung seines 79. Lebensjahres in Aachen.
Der 1958 mit dem Nernst-Haber-Bodenstein-Preis der Deutschen Bunsen-Gesellschaft für Physikalische Chemie ausgezeichnete Rolf Haase trat insbesondere mit Beiträgen zur Thermodynamik hervor.
Rolf Haase fand seine letzte Ruhestätte auf dem Aachener Westfriedhof.

## Schriften (Auswahl)
- Verdampfung und Destillation von Mehrstoffsystemen, Marburg, 1948
- Thermodynamik der Mischphasen : Mit einer Einführung in die Grundlagen der Thermodynamik, Springer, Berlin, Göttingen, Heidelberg, 1956
- Thermodynamik der irreversiblen Prozesse, Steinkopff, Darmstadt, 1963
- Elektrochemie, Steinkopff, Darmstadt, 1972
- Transportvorgänge : mit 5 Tabellen, Steinkopff, Darmstadt, 1973
- Mit Hansjürgen Buchner, Karl-Heinz Dücker: Thermodiffusion im kritischen Entmischungsgebiet des flüssigen Systems Nitrobenzol + [plus] n-Hexan, Westdeutscher Verlag, Opladen, 1976
- Thermodynamik elektrochemischer Systeme, 2., überarbeitete und erweiterte Auflage, Steinkopff, Darmstadt, 1986